# Premio Wolf en Medicina
El Premio Wolf en Medicina lo otorga una vez al año la Fundación Wolf. Es uno de los seis Premios Wolf establecido por la Fundación y adjudicados desde 1978; los otros son de Agricultura, Química, Matemáticas, Física y Artes. 
Este premio es probablemente el tercero más prestigioso en medicina, después del Premio Nobel y el Premio Lasker.
Ganadores del Premio Wolf en Medicina:
- 1978 George D. Snell, Jean Dausset, Jon J. van Rood
- 1979 Roger W. Sperry, Arvid Carlsson, Oleh Hornykiewicz
- 1980 César Milstein, Leo Sachs, Sir James L. Gowans
- 1981 Barbara McClintock, Stanley N. Cohen
- 1982 Jean-Pierre Changeux, Solomon H. Snyder, Sir James W. Black
- 1983/4 Desierto
- 1984/5 Donald F. Steiner
- 1986 Osamu Hayaishi
- 1987 Pedro Cuatrecasas, Meir Wilchek
- 1988 Henri-Gery Hers, Elizabeth F. Neufeld
- 1989 John Gurdon, Edward B. Lewis
- 1990 Maclyn McCarty
- 1991 Seymour Benzer
- 1992 M. Judah Folkman
- 1993 Desierto
- 1994/5 Michael J. Berridge, Yasutomi Nishizuka
- 1995/6 Stanley B. Prusiner
- 1997 Mary Frances Lyon
- 1998 Michael Sela, Ruth Arnon
- 1999 Eric R. Kandel
- 2000 Desierto
- 2001 Avram Hershko, Alexander Varshavsky
- 2002/3 Ralph L. Brinster, Mario R. Capecchi, Oliver Smithies
- 2004 Robert A. Weinberg, Roger Y. Tsien
- 2005 Alexander Levitzki, Anthony R. Hunter, Anthony J. Pawson
- 2006/7 Desierto
- 2008 Howard Cedar, Aharon Razin
- 2009 Desierto
- 2010 Axel Ullrich
- 2011 Shin'ya Yamanaka y Rudolf Jaenisch
- 2012 Ronald M. Evans
- 2013 Desierto
- 2014 Gary Ruvkun, Victor Ambros y Nahum Sonenberg
- 2015 John Kappler, Philippa Marrack y Jeffrey Ravetch
- 2016 C. Ronald Kahn, y Lewis C. Cantley
- 2017 James P. Allison
- 2018 Desierto
- 2019 Jeffrey M. Friedman[1]
- 2020 Emmanuelle Charpentier,[2] Jennifer Doudna[3]
- 2021 Joan A. Steitz,[4] Lynne E. Maquat[5] y Adrian R. Krainer[6]
- 2023 Daniel J. Drucker
- 2024 Botond Roska[7] y José-Alain Sahel[8]
- 2025 Pamela J. Bjorkman[9]